# ريان ماركيز
ريان ماركيز (28 أغسطس 1982 في البرازيل - ) هو لاعب كرة قدم برازيلي في مركز الوسط. لعب مع بوتافوغو ريغاتاس ونادي آيندهوفن ونادي الشمال ونادي تورنهاوت ونادي مسيمير وNakhon Ratchasima F.C. ‏ وهونغ كونغ رينجرز وPallo-Iirot ‏ وJuventud Retalteca ‏ وYuen Long FC ‏ وبانكوك يونايتد وThai Honda F.C. ‏.

## وصلات خارجية
- ريان ماركيز على موقع قاعدة بيانات كرة القدم.إي يو (الإنجليزية)